# Mariam Mansúri
Mariam Mansúri (* 1979 Abú Dhabí) je první stíhací pilotkou Spojených arabských emirátů. Na podzim 2014 vedla misi své země při leteckých úderech proti Islámskému státu na území Sýrie. Létá na stroji F-16 Fighting Falcon.

## Život
Mariam Mansúri pochází z rodiny s osmi dětmi. Pilotkou stíhačky sice chtěla být už od doby, kdy dokončila střední školu, v té době to však ženám nebylo povoleno. Nejdříve tak vystudovala anglickou literaturu a leteckou školu absolvovala až v roce 2007. Na podzim 2014 se již stala velitelkou mise SAE při leteckých útocích proti islamistům na syrském území.

## Ocenění
- Pride of the Emirates Medal, udělená vládou SAE (2014)[2]